# Bohumil Gruber
Bohumil Gruber (4. prosince 1900 Tišnov – 21. dubna 1953 Pankrácká věznice, Praha) byl český voják a protikomunistický odbojář. V roce 1952 byl za trestný čin velezrady v politickém procesu odsouzen k trestu smrti a v dubnu 1953 popraven.

## Životopis
Narodil se 4. prosince 1900 v Tišnově matce Marii (roz. Jirošové) a otci Františkovi. Otec pracoval jako dělník v pivovaru. Během svého mládí se vyučil sedlářem a řemenářem. V roce 1918 odešel vykonat povinnou vojenskou službu do slovenských Košic. Po dokončení vojenské služby v armádě setrval a jako dělostřelec se stal členem 111. pluku. V roce 1921 byl v rámci Československé armády opakovaně povýšen, na konci roku 1923 se stal rotmistrem z povolání. V roce 1928 se oženil s Marií Hudákovou, se kterou měl poté v průběhu života dvě děti. V roce 1937 začal v Košicích působit u místní sborové zbrojnice. V letech 1939–⁠1940 působil v ústřední zbrojnici v Spišské Nové Vsi. V roce 1940 byl ale ze Slovenska vypovězen a vrátil se tak k rodičům do rodného Tišnova. Až do konce druhé světové války poté pracoval jako staniční manipulant a později jako telegrafista u železnice. Krátce před koncem války pracoval jako pokladník v obci Drásov.

### Působení v odboji a odsouzení

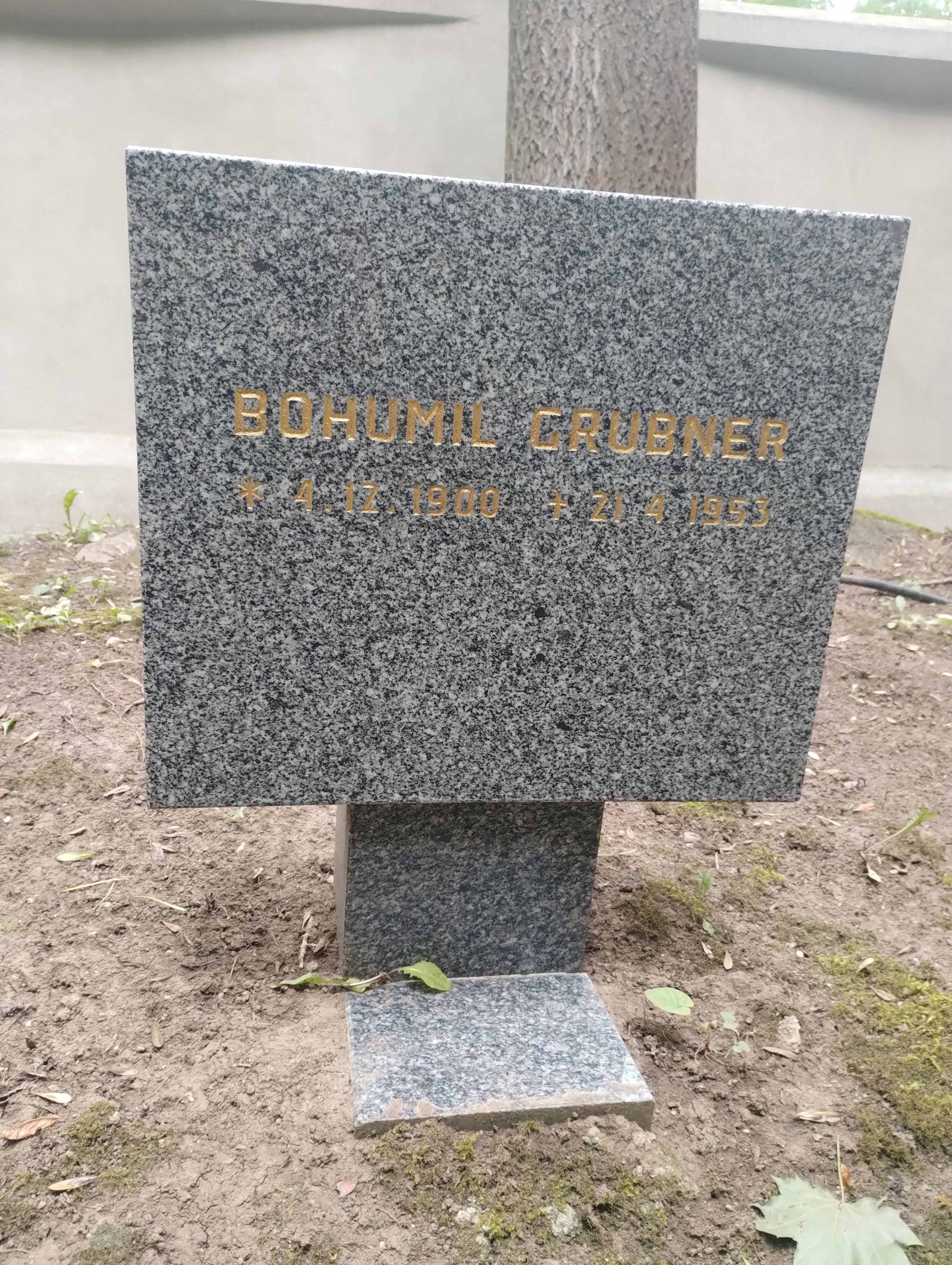
Symbolický náhrobek B. Grubera (chybně uveden jako Grubner) na Čestném pohřebišti na Ďáblickém hřbitově

Během svého působení v Tišnově se za druhé světové války podílel na protinacistickém odboji, když pomáhal jako člen skupiny Lenka rozvážet z Tišnova munici. Na počátku května 1945 se několik dní před koncem války stal členem 6. pěšího pluku v Brně. V roce 1946 se mohl vrátit do Košic, kde tentokrát začal působit v technické správě. Během své kariéry dosáhl hodnosti poručíka. Postup do vyšších hodností mu ale byl znemožněn, neboť se měl negativně vyjádřit o sovětské vojenské technice. V srpnu 1951 se zapojil do protikomunistického odboje. Protirežimním skupinám dodával z armádních zásob zbraně a oděvy. V lednu 1952 byl zatčen a za tuto činnost v politickém procesu v říjnu 1952 odsouzen za trestný čin velezrady k propadnutí majetku a trestu smrti. Byl také zbaven všech vojenských hodností. Popraven byl 21. dubna 1953 v pankrácké věznici.

#### Rehabilitace
Rehabilitován byl v roce 1990. Kromě navrácení vojenských hodností byl také v roce 1991 posmrtně povýšen do hodnosti podplukovníka.